# Paragabara flavomacula
Paragabara flavomacula är en fjärilsart som beskrevs av Charles Oberthür 1880. Paragabara flavomacula ingår i släktet Paragabara och familjen nattflyn. Inga underarter finns listade i Catalogue of Life.